# Islantilla
Islantilla est une station balnéaire située sur la Costa de la Luz dans la province de Huelva, en Andalousie, Espagne.
La station balnéaire a été créée dans les années 90 par les 2 communes de Lepe et d'Isla Cristina afin de développer le tourisme dans la région. Elle est bordée à l'est par La Antilla et à l'Ouest par Urbasur.
La station est composée d'une partie basse, côté plage, où l'on trouve de nombreux hôtels 4 étoiles, un centre commercial et des appartements de tourisme, et d'une partie haute, autour du golf, où l'on trouve des maisons mitoyennes.

## Terrain de golf
Le terrain de golf est situé dans la partie haute de la station et est composé de 27 trous.